# Nicolas de La Clède
Nicolas de La Clède (1700 — 1736), mais conhecido por Mr. de La Clède, foi um historiador francês, autor da obra Histoire Générale de Portugal, publicada em Paris no ano de 1735 e depois objecto de numerosas edições, incluindo uma portuguesa.

## Obra publicada
- Histoire Générale de Portugal, Théodore Le Gras, Paris, 1735.
- Historia geral de Portugal por Mr. de la Clede; Traduzida em vulgar, e illustrada com muitas notas historicas, geograficas, e criticas; e com algumas dissertações singulares, 16 volumes, Typografia Rollandiana, Lisboa, 1782-1797.